# Do You Feel My Love
«Do You Feel My Love» es una canción escrita, compuesta e interpretada por el músico británico-guyanés de reggae Eddy Grant de su álbum Can't Get Enough. 
Lanzado como sencillo en octubre de 1980, fue un éxito en Argentina donde alcanzó el número 1. En Nueva Zelanda y Suiza llegó al número 3 y en Reino Unido, alcanzó el número 8 en la UK Singles Chart. 

## Posicionamiento en listas
| Lista (1980–1981)                     | Posición |
| ------------------------------------- | -------- |
| Alemania (Offizielle Deutsche Charts) | 12       |
| Argentina (Prensario)                 | 1        |
| Australia (Kent Music Report)         | 35       |
| Bélgica (Flandes) (Ultratop 50)       | 8        |
| España (AFYVE)                        | 9        |
| Finlandia (Suomen virallinen lista)   | 11       |
| Francia (IFOP)                        | 5        |
| Irlanda (IRMA)                        | 16       |
| Israel (IBA)                          | 9        |
| Países Bajos (Dutch Top 40)           | 12       |
| Países Bajos (Mega Single Top 100)    | 8        |
| Nueva Zelanda (Recorded Music NZ)     | 3        |
| Reino Unido (Official Charts Company) | 8        |
| Sudáfrica (Springbok Radio)           | 6        |
| Suecia (Sverigetopplistan)            | 5        |
| Suiza (Schweizer Hitparade)           | 3        |
| Zimbabwe (ZIMA)                       | 13       |